# Laprak
Laprak (Nepali लाप्राक) ist ein Dorf und ein Village Development Committee (VDC) in Nepal im Distrikt Gorkha.
Das VDC Laprak erstreckt sich am Südosthang des Mansiri Himal. Das Dorf Laprak liegt auf einer Höhe von 2060 m.

## Einwohner
Bei der Volkszählung 2011 hatte das VDC Laprak 2161 Einwohner (davon 972 männlich) in 529 Haushalten.